# دوردونجو باراک
دوردونجو باراک (به لاتین: Dördüncü Barak) یک منطقه مسکونی در جمهوری آذربایجان است که در شهرستان آغجه‌آباد واقع شده است.